# WordStar
WordStar是一套早期的文書處理器軟體。它由MicroPro International公司在1978年起發行。其原先是為CP/M操作系统而研發的，但後來加入了對DOS及Windows的支援。在1980年代，它是支配性的文書處理軟體，但它於1990年代後期的地位已被Microsoft Word超越，最終在1999年發行7.0d版後走入歷史。